# Fédération internationale des sports en fauteuil et pour amputés
La Fédération internationale des sports en fauteuil et pour amputés (officiellement en anglais : International Wheelchair and Amputee Sports Federation) (IWAS), est une organisation à but non lucratif internationale qui fédère une soixantaine de fédérations nationales pour le sport à destination des personnes handicapées.

## Historique
La fédération a été créée en 2004 à la suite de la fusion de la fédération internationale du sport en fauteuil roulant Stoke Mandeville (en anglais : International Stoke Mandeville Wheelchair Sports Federation ISMWSF) et de l’organisation internationale pour les handicapés (en anglais : International Sport Organisation for the Disabled - ISOD). Alors que les intérêts sportifs internationaux des athlètes tétraplégiques et paraplégiques étaient pris en compte par l'ISMWSF et Ludwig Guttmann à partir de 1952, il fallait remédier au manque d'opportunités offertes aux autres groupes de personnes handicapées. L'ISOD regroupait alors les  amputés, les aveugles et les paralysés cérébraux. Ces deux dernières catégories furent l'objet de la création de fédérations indépendantes, respectivement la International Blind Sports Federation (IBSA) et Cerebral Palsy International Sports & Recreation Association (CPISRA).
L'IWAS est un membre à part entière et fondateur du Comité international paralympique (IPC), l'organe directeur des Jeux paralympiques, et un membre actif et dirigeant du mouvement paralympique.
IWAS gouverne le sport paralympique d'escrime en fauteuil roulant et le hockey fauteuil. Elle co-développe également en lien avec les fédérations internationales sportives le Para Taekwondo, Beach Para Volley et Para Floorball.
L'objectif principal d'IWAS est d'organiser des compétitions sportives et des activités permettant aux sportifs handicapés physiques de concourir dans des conditions égales avec leurs pairs. Les Jeux mondiaux IWAS sont organisés tous les deux ans depuis 2009 même si les premiers jeux internationaux de Stoke Mandeville ont commencé depuis 1952.

## Associations membres
| Afrique | Amériques | Asie/Océanie | Europe |
| --- | --- | --- | --- |
| - Maroc (Morroco Handisport) - Afrique du Sud (South African Sports Association for Physically Disabled) | - États-Unis (Adaptive Sports USA) - Argentine (Argentine Federacion de deportes Sobre Silla de Ruedas) - Brésil (Brazillian Paralympic Committee) | - Chine (Chinese Disabled Persons Federation) - Hong Kong (Hong Kong Paralympic Committee) - Iran (IRI Sports Federation for the Disabled) - Irak (Iraqi NPC) - Japon (Japanese Paralympic Committee) - Kazakhstan (Kazakhstan NPC) - Corée du Sud (Korea Disabled Veterans Organisation) - Koweït (Kuwait Disabled Sport Club) - Macao (Macau NPC) - Malaisie (Persatuan Orang-Orang Cacat Anggota) - Népal (National Para Swimming Association of Nepal) - Singapour (Singapore Disability Sports Council) - Inde (Sports Control Board of India for the Disabled) - Thaïlande (Sports Association of the Disabled of Thailand) - Émirats arabes unis (UAE NPC) | \| - Autriche (Oesterreichischer Behindertensportverband) - Azerbaïdjan (Azerbaijan NPC) - Belgique (Belgian Paralympic Committee) - Croatie (Croatian Paralympic Committee) - Chypre (Cyprus Para Sports Federation) - République tchèque (Czech Sports Organisation for the Physically Disabled) - Danemark (DHIF) - Estonie (Estonian NPC) - Finlande (Finnish Sports Association of Persons with Disabilities) - France (Fédération française handisport) - Géorgie (Georgian NPC) - Allemagne (Deutscher Behindertensportverband e.V) - Grande-Bretagne (WheelPower British Wheelchair Sport) - Grèce (Hellenic Sports Federation for Persons with Disabilities) \| - Hongrie (Hungarian NPC) - Israël (Israel NPC) - Italie (Italian Paralympic Committee) - Lettonie (Latvian SOD) - Lituanie (Lithuanian Sports Federation for the Disabled) - Portugal (Federacao Portuguesa de Desporto para Pessoas com Deficiencia) - Russie (Russian Federation of Sports with Physical Impairment) - Slovaquie (Slovak Sports Association for the Disabled) - Slovénie (Slovenia NPC) - Espagne (Spanish Sports Federation for People with Physical Disabilities) - Suisse (Wheelchair Sport Switzerland) - Turquie (Turkey NPC) - Ukraine (Ukraine NPC) \| |
| - Autriche (Oesterreichischer Behindertensportverband) - Azerbaïdjan (Azerbaijan NPC) - Belgique (Belgian Paralympic Committee) - Croatie (Croatian Paralympic Committee) - Chypre (Cyprus Para Sports Federation) - République tchèque (Czech Sports Organisation for the Physically Disabled) - Danemark (DHIF) - Estonie (Estonian NPC) - Finlande (Finnish Sports Association of Persons with Disabilities) - France (Fédération française handisport) - Géorgie (Georgian NPC) - Allemagne (Deutscher Behindertensportverband e.V) - Grande-Bretagne (WheelPower British Wheelchair Sport) - Grèce (Hellenic Sports Federation for Persons with Disabilities) | - Hongrie (Hungarian NPC) - Israël (Israel NPC) - Italie (Italian Paralympic Committee) - Lettonie (Latvian SOD) - Lituanie (Lithuanian Sports Federation for the Disabled) - Portugal (Federacao Portuguesa de Desporto para Pessoas com Deficiencia) - Russie (Russian Federation of Sports with Physical Impairment) - Slovaquie (Slovak Sports Association for the Disabled) - Slovénie (Slovenia NPC) - Espagne (Spanish Sports Federation for People with Physical Disabilities) - Suisse (Wheelchair Sport Switzerland) - Turquie (Turkey NPC) - Ukraine (Ukraine NPC) | | |

## Jeux mondiaux IWAS
Les jeux mondiaux pour fauteuil et amputés (Jeux mondiaux IWAS) existent depuis 1948 sous différentes appellations avec également l'introduction des Jeux paralympiques :
- International Stoke Mandeville Games (1948-1995) - 39 éditions
- World Wheelchair Games (1997-2003) - 6 éditions
- World Wheelchair and Amputee Games (2005-2007) - 3 éditions
- IWAS World Games (depuis 2009) - 5 éditions

| Edition | Année | Hôte                                 | Date                        | Sport                                                                                      |
| ------- | ----- | ------------------------------------ | --------------------------- | ------------------------------------------------------------------------------------------ |
| I       | 2009  | Inde, Bangalore                      | 24 novembre au 1er décembre | 7 sports (Athlétisme, Tir, Tir à l'arc, Badminton, Force athlétique, Natation, Escrime)    |
| II      | 2011  | Émirats arabes unis, Charjah         | 1er au 6 décembre           | 5 sports (Athlétisme, Tir, Force athlétique, Natation, Tennis de table)                    |
| III     | 2013  | Pays-Bas, Stadskanaal                | 26 septembre au 3 octobre   | 5 sports (Athlétisme, Tir à l'arc, Bras de fer, Para-Taekwondo, Natation, Tennis de table) |
| IV      | 2015  | Russie, Sotchi                       | 14 au 22 septembre          | 3 sports (Athlétisme, Tir à l'arc, Natation)                                               |
| V       | 2017  | Portugal, Vila Real de Santo António | 30 novembre au 6 décembre   | 5 sports (Athlétisme, Tir à l'arc, Para Taekwondo , Natation, Tennis de table)             |
| VI      | 2019  | Émirats arabes unis, Charjah         | 10 au 16 février            | 7 sports (Athlétisme, Tir à l'arc, Badminton, Tir, Natation, Tennis de table, Escrime)     |